# ヴェルナー・ヒュープシュマン
ヴェルナー・ヒュープシュマン（Werner Hübschmann, 1901年7月23日 - 1969年7月5日）は、ドイツの作曲家。
ケムニッツ出身。ドレスデンとライプツィヒ音楽院で学んだ後、チューリッヒに留学した。その後ケムニッツとライプツィヒで民間の音楽講師として活動した。1950年にケムニッツ民俗音楽学校を創設し、1952年からヴァイマル音楽院の作曲の講師となった。
作品の多くは民俗音楽から題材をとっており、マンドリンオーケストラ、ギター、ツィターのための作品、あるいは『ソナチネ』や『トッカータ』のようなアコーディオンのための作品がある。